# Municipio de Lawrence (condado de Tioga)
El municipio de Lawrence (en inglés: Lawrence Township) es un municipio ubicado en el condado de Tioga en el estado estadounidense de Pensilvania. En el año 2000 tenía una población de 1.721 habitantes y una densidad poblacional de 19 personas por km².

## Geografía
El municipio de Lawrence se encuentra ubicado en las coordenadas 41°58′00″N 77°07′59″O / 41.96667, -77.13306.

## Demografía
Según la Oficina del Censo en 2000 los ingresos medios por hogar en la localidad eran de $35,926 y los ingresos medios por familia eran $37,330. Los hombres tenían unos ingresos medios de $30,822 frente a los $20,000 para las mujeres. La renta per cápita para la localidad era de $15,920. Alrededor del 13,1% de la población estaban por debajo del umbral de pobreza.